# Облутак и пингвин
Облутак и пингвин (енгл. The Pebble and the Penguin) је амерички анимирани филм из 1995. године у режији Дона Блута и Гарија Голдмана.

## Улоге
| Глумац      | Улога   |
| ----------- | ------- |
| Мартин Шорт | Хаби    |
| Џим Белуши  | Роко    |
| Тим Кари    | Дрејк   |
| Ени Голден  | Марина  |
| Шејни Волис | наратор |